# Брюннер, Хорст
Хорст Брю́ннер (нем. Horst Brünner; 12 февраля 1929 или 21 февраля 1929, Мыслаковице, Нижнесилезское воеводство — 19 июня 2008, Бланкензее) — военный деятель ГДР, в 1985—1989 годах начальник Главного политического управления ННА ГДР, генерал-полковник (1987 год).

## Биография
Из семьи каменщика. После окончания школы в 1943—1946 годах учился по специальности «экономист по сбыту и снабжению». В 1946 году вступил в Союз свободной немецкой молодёжи. Член СЕПГ с 1948 года. В 1946—1949 годах работал в окружном полицейском управлении Лобау. В 1949—1951 годах служил политруком в школе народной полиции в Пирне. В 1952—1956 годах служил на различных должностях в Казарменной народной полиции.
В 1956—1958 годах — начальник политотдела и заместитель командира 6-й мотострелковой дивизии (Пренцлау). В 1959—1962 годах он проходил обучение в Военной Академии ННА. В 1962—1965 годах — начальник отдела в Главном политическом управлении Министерства национальной обороны ГДР. С 1 марта 1965 года по 28 февраля 1968 годах — начальник политического управления и заместитель командующего пограничными войсками ГДР.
В 1968—1970 годах учился в Военной академии Генерального штаба Вооружённых сил СССР. После своего возвращения в качестве дипломированного военного специалиста он 1 марта 1971 года получил звание генерал-майора и 21 мая был назначен на должность руководителя политического управления и заместителя командующего 3-м военным округом (Лейпциг). 14 сентября 1972 года снова последовал перевод Брюннера на работу в Главное политическое управление Министерства национальной обороны ГДР. 1 марта 1976 года ему было присвоено звание генерал-лейтенанта. В этом же году он стал кандидатом в члены ЦК СЕПГ. С 10 декабря 1985 года по 31 декабря 1989 года Брюннер в качестве преемника Хайнца Кесслера занимал должность заместителя министра национальной обороны и начальника Главного политического управления.
1 марта 1986 года Брюннеру было присвоено звание генерал-полковника. Он один из одиннадцати высших офицеров армии ГДР, которые имели такое звание. В 1986—1989 годах он одновременно был членом Национального совета обороны ГДР. С 1986 года по 17 марта 1990 года он также являлся депутатом Народной палаты ГДР. Хорст Брюннер был уволен в отставку вместе с генерал-полковниками Хорстом Штехбартом и Вольфгангом Рейнхольдом 31 декабря 1989 года. В 1998 году Берлинский земельный суд признал его и ещё нескольких человек косвенно причастными к убийствам в районе Берлинской стены, приговорив Брюннера к двум годам лишения свободы условно.

## Воинские звания
- Генерал-майор — 1 марта 1971 года;
- Генерал-лейтенант — 1 марта 1976 года;
- Генерал-полковник — 1 марта 1986 года.

## Награды
- Орден Карла Маркса (1989)
- Орден Шарнхорста (1984)
- Боевой орден «За заслуги перед народом и Отечеством» I степени
- Орден «За заслуги перед Отечеством» в золоте (1986)
- Орден «За заслуги перед Отечеством» в серебре (1978)
- Орден «За заслуги перед Отечеством» в бронзе
- Медаль «Заслуженный член Национальной Народной Армии» (1981)
- Медаль Эрнста Шнеллера в золоте (1980)
- Орден Дружбы народов (СССР, 1989)